# Coppa Italia 2024-2025 (hockey su ghiaccio)
La Coppa Italia 2024-2025 di hockey su ghiaccio sarà la 29ª edizione dell'omonimo torneo.

## Partecipanti
La formula della Coppa Italia è stata profondamente rivista: non più - com'era stato nelle due precedenti edizioni - un torneo ad eliminazione diretta che coinvolge le squadre di Italian Hockey League e alcune di Italian Hockey League - Division I, bensì un ritorno ad una final four cui risultano qualificate le prime quattro classificate al termine della regular season dell'Italian Hockey League 2024-2025.

### Qualificazioni
La classifica al termine della regular season dell'Italian Hockey League 2024-2025 è stata la seguente:
| Pos. | Squadra             | Pt |
| ---- | ------------------- | -- |
| 1.   | Kaltern-Caldaro     | 63 |
| 2.   | Aosta               | 60 |
| 3.   | Feltreghiaccio      | 51 |
| 4.   | Varese              | 50 |
| 5.   | Eppan-Appiano       | 39 |
| 6.   | Alleghe             | 36 |
| 7.   | Pergine             | 32 |
| 8.   | Dobbiaco            | 30 |
| 9.   | Valpellice Bulldogs | 29 |
| 10.  | Valdifiemme         | 29 |
| 11.  | Fassa Falcons       | 23 |
| 12.  | Bressanone-Brixen   | 14 |
| 13.  | Como                | 12 |

## Formula
Le quattro squadre si incontreranno in una final four che vedrà la disputa delle semifinali l'8 febbraio 2025, e la disputa della finale il giorno successivo.
Per l'organizzazione della fase finale, è stato scelto - per il terzo anno consecutivo - l'Acinque Ice Arena di Varese, che ha battuto la concorrenza di Aosta, Caldaro e Feltre.

## Final four

### Tabellone
|  | Semifinali | Semifinali      | Semifinali |                |   | Finale          | Finale | Finale |  |
|  |            |                 |            |                |   |                 |        |        |  |
|  | 1          | Kaltern-Caldaro | 7          |                |   |                 |        |        |  |
|  | 1          | Kaltern-Caldaro | 7          |                |   |                 |        |        |  |
|  | 4          | Varese          | 1          |                |   |                 |        |        |  |
|  | 4          | Varese          | 1          |                | 1 | Kaltern-Caldaro | 0      |        |  |
|  |            |                 |            |                | 1 | Kaltern-Caldaro | 0      |        |  |
|  |            |                 | 3          | Feltreghiaccio | 3 |                 |        |        |  |
|  | 2          | Aosta           | 3          | Feltreghiaccio | 3 | 4               |        |        |  |
|  | 2          | Aosta           |            |                |   |                 |        |        |  |
|  | 3          | Feltreghiaccio  | 5          |                |   |                 |        |        |  |

### Semifinali
| Varese 8 febbraio 2025, ore 15:00 | Aosta                       | 4 – 5 (0:0; 1:2; 3:3) referto | Feltreghiaccio | Acinque Ice Arena (524 spett.)\| Arbitri: \| Jeremy Bassani Luca Boverio \| |
| Arbitri:                          | Jeremy Bassani Luca Boverio |                               |                |                                                                             |

| Varese 8 febbraio 2025, ore 19:00 | Kaltern-Caldaro                    | 7 – 1 (3:0; 4:0; 0:1) referto | Varese | Acinque Ice Arena (1093 spett.)\| Arbitri: \| Alessio Bedana Patrick Theo Gruber \| |
| Arbitri:                          | Alessio Bedana Patrick Theo Gruber |                               |        |                                                                                     |

### Finale
| Arbitri: | Fabio Lottaroli Federico Rivis |

|  |           | |
|  | Marcatori | 15:09 Korkiakoski (Kadlec, Foltin) 38:40 Kadlec (Korkiakoski, Foltin) 46:58 Foltin (Kadlec, Voulfson) |

Il Feltreghiaccio vince la sua prima Coppa Italia.